# Гоморовичи
Го́моровичи — деревня в Подпорожском городском поселении Подпорожского района Ленинградской области.

## История
ГОМОРОВИЧИ — деревня при колодцах, число дворов — 25, число жителей: 78 м. п., 81 ж. п.; Часовня православная. Волостное правление. Почтовая станция . (1873 год)

Сборник Центрального статистического комитета описывал её так:

ГОМОРОВИЧИ — деревня бывшая государственная, дворов — 29, жителей — 170; Волостное правление (до уездного города 77 вёрст), часовня, почтовая станция. (1885 год)

Список населённых мест Олонецкой губернии:

ГОМОРОВИЧИ — деревня Гоморовичского общества при колодцах, население крестьянское: домов — 48, семей — 46, мужчин — 146, женщин — 130; лошадей — 36, коров — 66, прочего — 82. Школа. (1905 год)

В конце XIX — начале XX века деревня административно относилась к Юксовской волости 2-го стана Лодейнопольского уезда Олонецкой губернии.
С 1917 по 1921 год деревня входила в состав Гоморовского сельсовета Юксовской волости Лодейнопольского уезда Олонецкой губернии.
С 1922 года в составе Вознесенской волости Ленинградской губернии.
С 1923 года в составе Подпорожской волости.
В 1927 году население деревни составляло 293 человек.
С 1930 года в составе Подпорожского района.
Согласно карте Ленинградской области Северо-западного аэрогеодезического треста ГГУ издания 1932 года деревня насчитывала 31 крестьянский двор. В деревне находились церковь.
По данным 1933 года деревня Гоморовичи являлась административным центром Гоморовичского сельсовета Подпорожского района, в который входили 3 населённых пункта: деревни Гоморовичи, Кимозеро и Пертозеро, общей численностью населения 903 человека.
По данным 1936 года в состав Гоморовичского сельсовета входили 3 населённых пункта, 162 хозяйства и 3 колхоза.
- Деревня Гоморовичи на карте РККА 1936 года

С 1 августа 1941 года по 31 мая 1944 года деревня находилась в финской оккупации.
С 1963 года в составе Лодейнопольского района.
С 1965 года в составе Шеменского сельсовета Подпорожского района. В 1965 году население деревни составляло 174 человека.
По данным 1966, 1973 и 1990 годов деревня также находилась в составе Шеменского сельсовета.
В 1997 году в деревне Гоморовичи Шеменской волости проживали 11 человек, в 2002 году — 15 человек (русские — 93 %).
В 2007 году в деревне Гоморовичи Подпорожского ГП — 2.

## География
Деревня расположена в центральной части района на автодороге А215 (Лодейное Поле — Брин-Наволок).
Расстояние до административного центра поселения — 32 км.
Расстояние до ближайшей железнодорожной станции Токари — 85 км.
Деревня находится на левом берегу реки Свирь.

## Демография
| 2007 | 2010 | 2017 |
| ---- | ---- | ---- |
| 2    | ↗4   | →4   |

### Национальный состав
Согласно данным Всероссийской переписи населения 2021 года в деревне проживали 10 человек, все русские.

## Достопримечательности
- Часовня Николая Чудотворца,  XVIII века постройки, деревянная. Архитектурный стиль — клетский храм[19].
- Церковь Троицы Живоначальной, 1899 года постройки, деревянная, утрачена в 2006 году[20].

## Фото
- Часовня Николая Чудотворца. 2018 год

## Улицы
Гороховый переулок, Ключевая.